# Porta Nuova (Verona)
Porta Nuova è un monumentale accesso al centro storico di Verona, edificato tra il 1532 e il 1540 sotto direzione dell'architetto Michele Sanmicheli nell'ambito di un importante rinnovamento della cinta muraria meridionale della città. Il monumento, in cui si può constatare una riuscita fusione tra le esigenze dell'architettura civile e quelle di ordine militare e che si rifà ai più nobili modelli del Rinascimento, fu giudicato assai positivamente da Giorgio Vasari, il quale nel suo Le vite de' più eccellenti pittori, scultori e architettori asserisce che non vi fu «già mai altr'opera di maggior grandezza né meglio intesa».

## Storia

### Prodromi

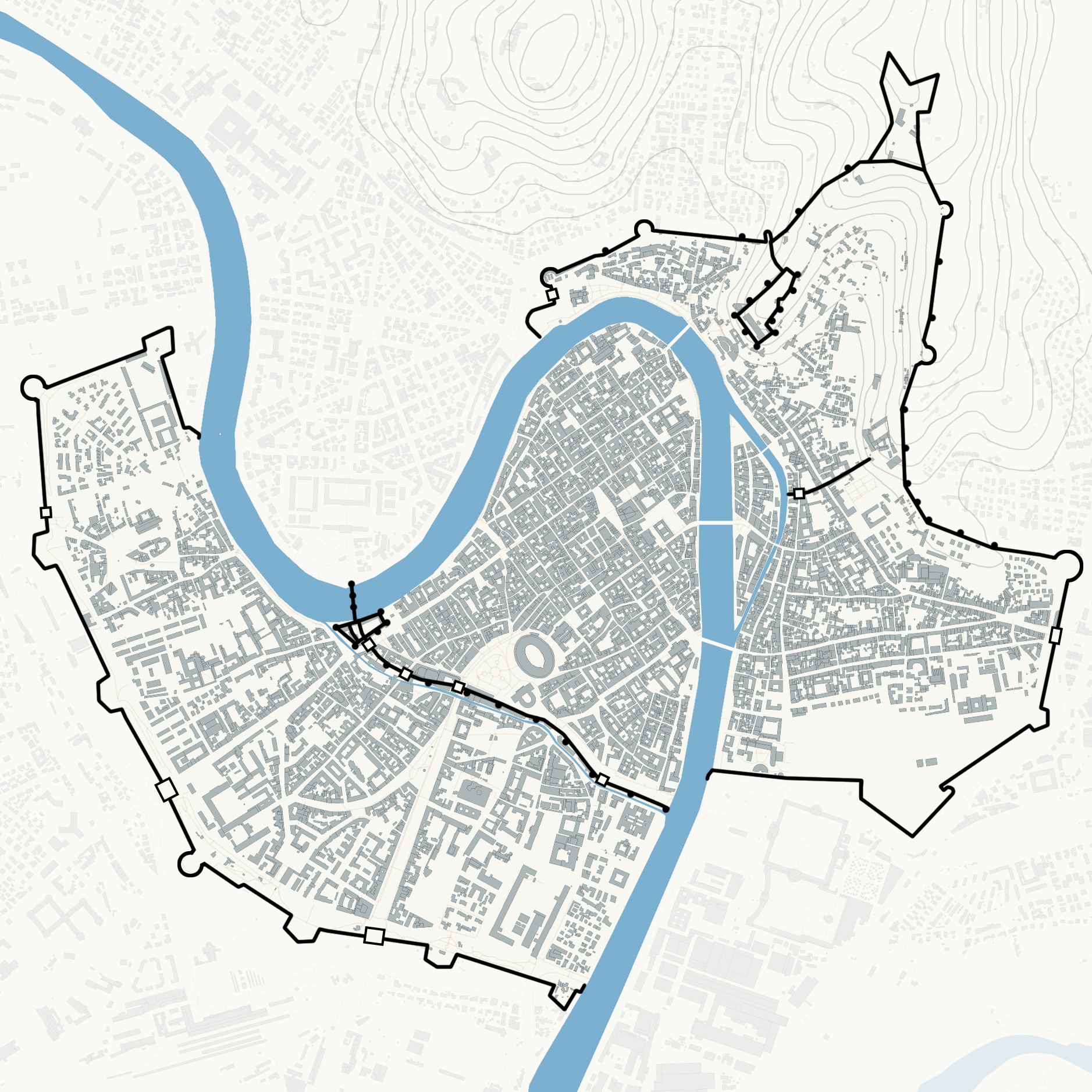
Disposizione delle difese di Verona all'epoca del governo della Serenissima; la strada che esce verso sud è via della Porta Nuova, che attraversa la cortina muraria mediante l'omonima porta

Due deliberazioni del Senato veneto (la prima del 15 dicembre 1530 e la seconda del 5 gennaio 1531) ordinarono la demolizione del lato lungo della muraglia che separava la Cittadella viscontea dal resto di Verona, «per la comodità, et ornamento della nostra città». Nello stesso momento si decise il rinnovo del muro lato campagna, poiché gravemente danneggiato durante la guerra della Lega di Cambrai, nel 1516; un progetto del genere doveva certamente comprendere anche la sostituzione della porta medievale che sorgeva nei pressi di dove sarebbe poi stata edificata porta Nuova.
Dopo un periodo di stasi, durante il quale i lavori di rinforzo si erano protratti con incertezza e disorganizzazione, Michele Sanmicheli venne nominato ingegnere responsabile delle fortificazioni di Verona («inzener sopra le fabriche», come definito dalla Serenissima). La nomina avvenne nell'ottobre 1530, ma fu effettiva solo dal maggio 1531. Da quel momento i lavori per la realizzazione delle opere militari proseguirono più speditamente. Il primo intervento di Sanmicheli fu la progettazione del bastione della Santissima Trinità, a partire dall'anno successivo all'inizio del suo incarico, a cui fecero seguito, più tardi, i lavori per i bastioni dei Riformati, di San Bernardino, di San Zeno, di Spagna e di San Francesco, oltre a una serie di postazioni d'artiglieria intermedie, tra cui quella del cavaliere di San Giuseppe. A ciò si aggiunse la creazione di tre porte urbiche: la prima fu porta Nuova (1532), seguirono porta San Zeno (1541) e porta Palio (1547).

### Inquadramento urbanistico

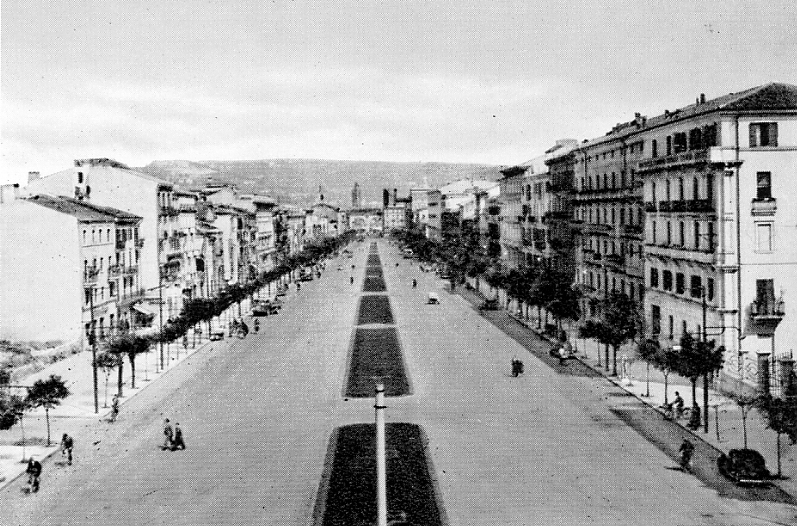
Il rettifilo della via della Porta Nuova (poi "Corso Porta Nuova"), che conduce ai portoni della Bra e al cuore della città

Porta Nuova, situata tra il bastione della Santissima Trinità e il bastione dei Riformati, fu realizzata in concomitanza coi lavori di riallineamento della cinta muraria tra questi due baluardi e di smantellamento del muro che divideva la Cittadella fortificata dal resto dell'urbe. In questo contesto Sanmicheli ebbe la possibilità di mettere a punto una nuova concezione urbanistica di questa ampia porzione di Verona, predisponendo come punto focale proprio porta Nuova, la quale, rispetto a quelle realizzate in precedenza, introduceva una radicale novità: dava accesso a una lunga strada rettilinea (la via della Porta Nuova, sorta nel 1535) che giungeva direttamente, attraverso i portoni della Bra, all'Arena, vicino alla quale Sanmicheli costruì il palazzo degli Honorij qualche anno dopo.
Il progetto ebbe come primo obiettivo il rinnovamento urbanistico della città, scopo addirittura preminente alle ragioni di ordine militare. L'architetto, infatti, si pose l'obiettivo di assecondare la potente spinta dinamica dell'organismo urbano verso sud. Dal punto di vista militare, vide porta Nuova come elemento della cinta muraria meridionale di Verona e in funzione di essa predispose i due bastioni sui fianchi (quelli della Santissima Trinità e dei Riformati), mentre dal punto di vista civile la costruzione doveva valorizzare l'Arena e la ripresa dello schema urbanistico romano, basato su ordinati assi rettilinei, in contrapposizione alla disordinata urbanistica di epoca medievale. Questo programma, che intendeva riscoprire simbolicamente le radici romane della città, all'atto pratico favorì gli scambi commerciali tra la campagna e l'area di piazza Bra.

### Costruzione

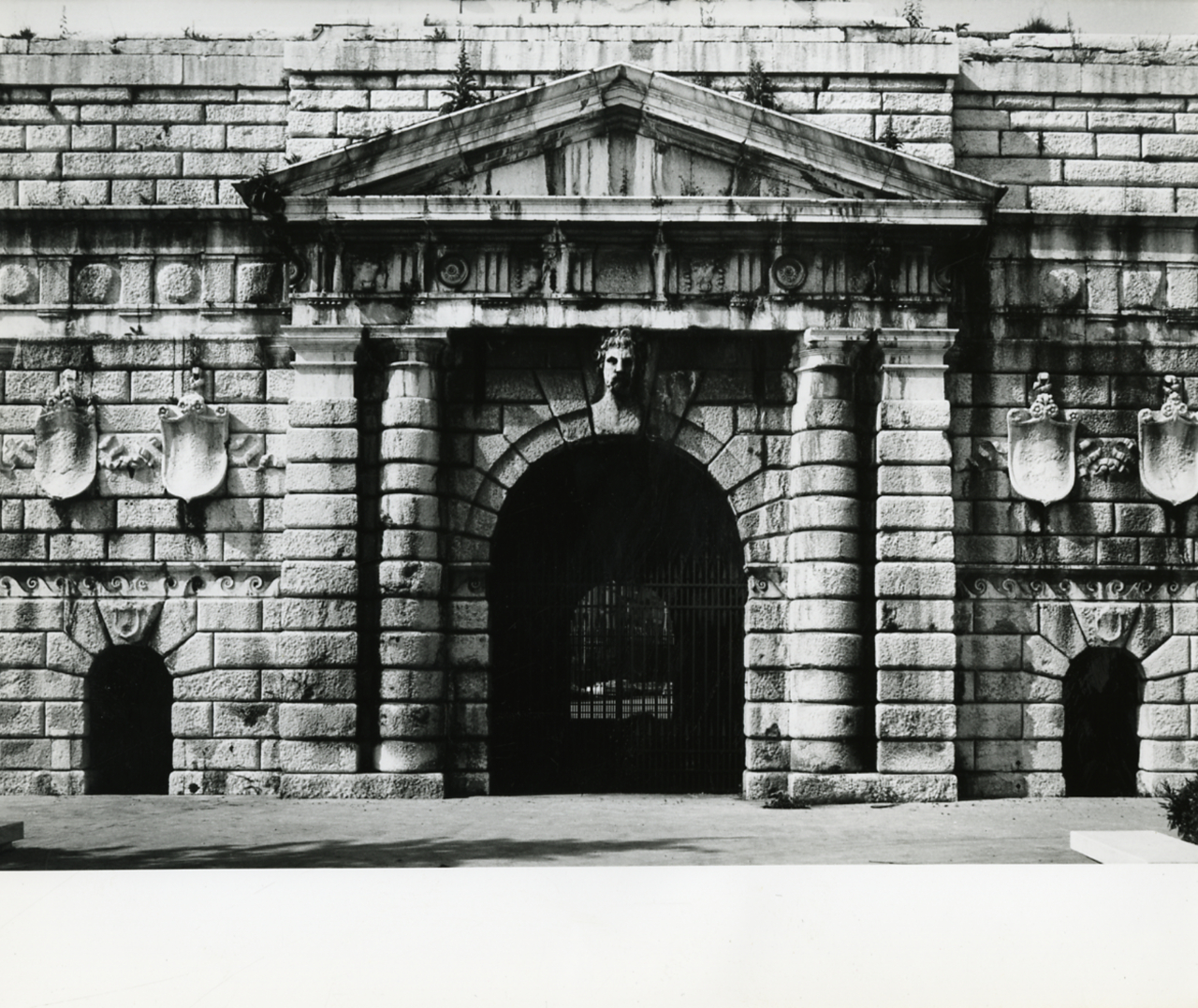
Scatto di Paolo Monti della porzione di epoca cinquecentesca del monumento

La costruzione iniziò nel 1532 con i lavori di realizzazione del prospetto verso la campagna, sotto la giurisdizione del podestà Giovanni Dolfin e del capitano Leonardo Giustinian, i cui stemmi sono tuttora visibili sulla facciata, come riportato nel 1571 dalla relazione del capitano Lorenzo Donato. Un'iscrizione, scomparsa, situata sopra l'attico, citata da Scipione Maffei nel 1732 e da Francesco Ronzani nel 1831, recava la data 1533. Nel 1535 il prospetto verso la campagna e l'interno della fabbrica erano pressoché ultimati. Mancava solo la riproduzione del leone di San Marco sopra l'attico, difficile da collocare in tale posizione in quanto «molto grande e difficile da movere», secondo una relazione del 16 marzo di quell'anno.

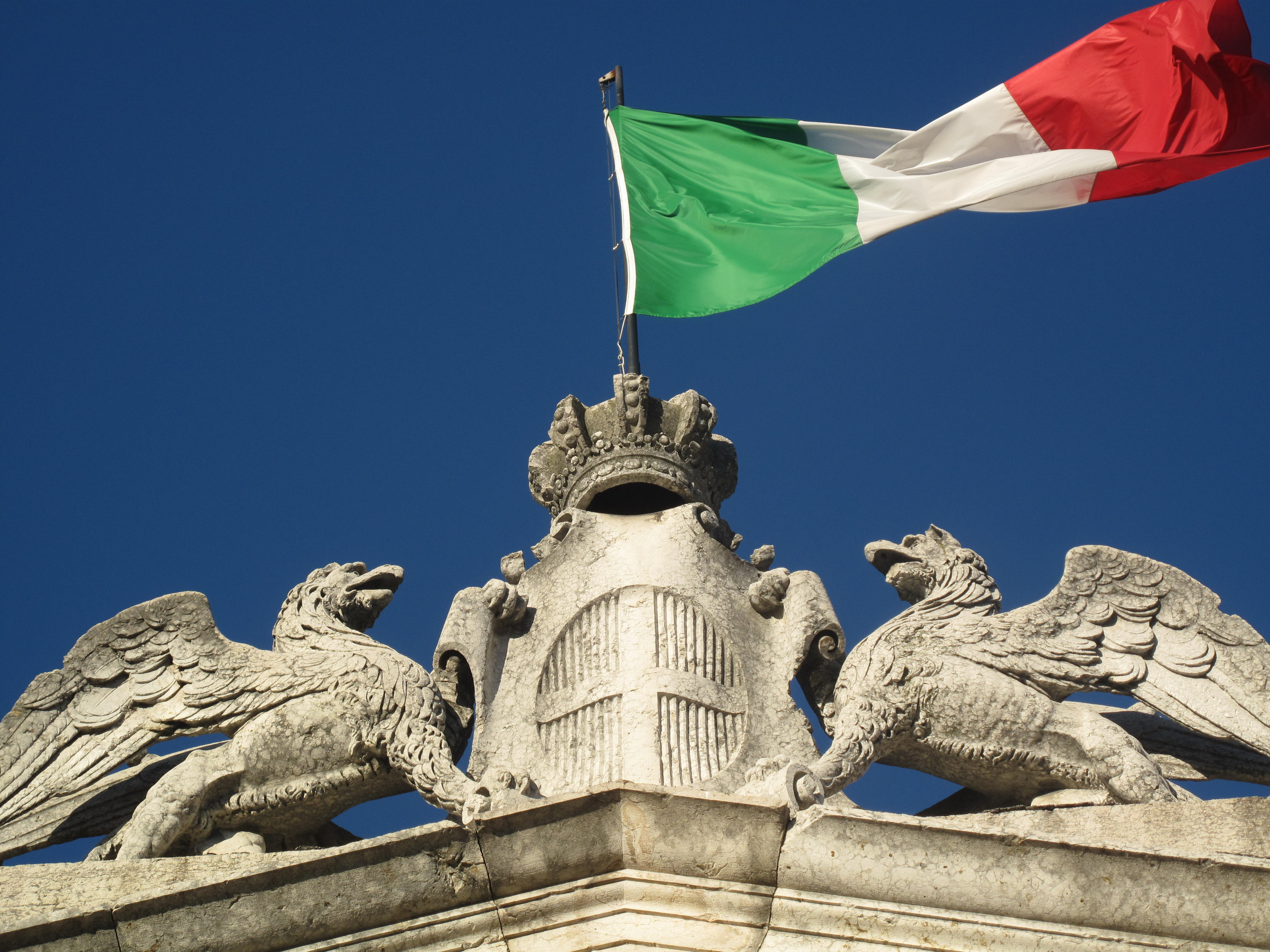
Il gruppo scultoreo posto sopra porta Nuova, rivolto verso sud. Fino al 1801 al suo posto era presente un Leone di San Marco

I lavori di creazione del prospetto verso Verona iniziarono nel 1535, come testimoniato da un'altra iscrizione oggi illeggibile poiché abrasa, recante il nome dell'architetto e citata sempre dal Maffei e dal Ronzani. Il podestà Cristoforo Morosini e il capitano Giacomo Marcello (i cui stemmi sono presenti sulla facciata) informarono nei loro mandati sulla conclusione del cantiere attorno al 1540. La data 1540, inoltre, è riportata da un'iscrizione sul timpano centrale del prospetto verso la città. Nello stesso anno, quando il prospetto verso la città era pressoché ultimato, avvenne l'apertura ufficiale della porta, che una relazione del 26 luglio di quell'anno fissa al 1º agosto.
La copertura della porta, tuttavia, rimase per molti anni provvisoria ed è testimoniata da relazioni del 21 luglio 1550 e del 1564. Il tetto fu completato attorno al 1570, come si deduce da una relazione del capitano Lorenzo Donato del 1571 che lo indica compiuto.

### Trasformazioni ottocentesche

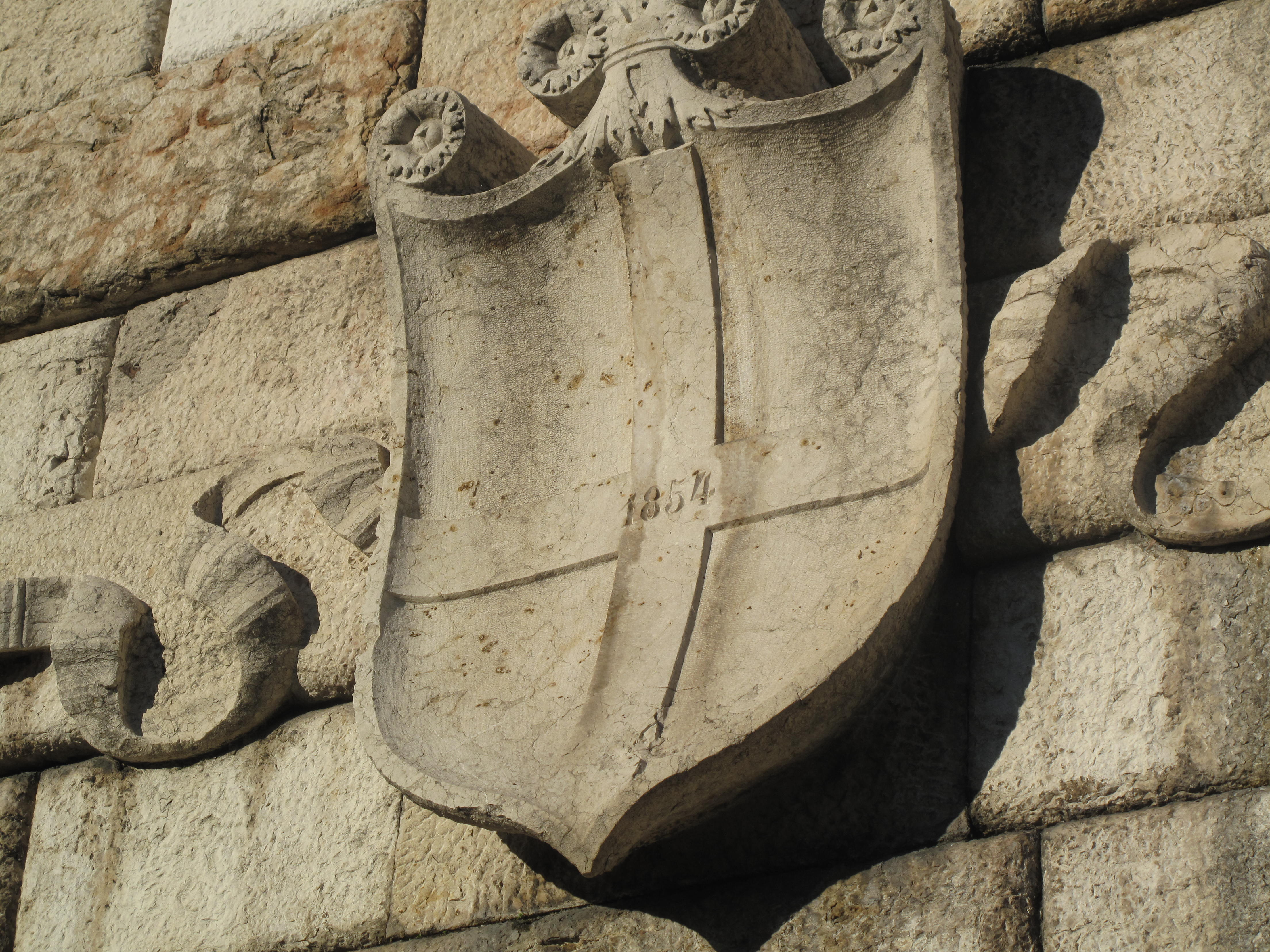
Stemma collocato sulla facciata rivolta verso la campagna e recante la data dell'ampliamento del 1854

Il leone di San Marco fu distrutto dai giacobini nel 1801 e in seguito sostituito da un gruppo scultoreo con al centro uno stemma recante l'aquila imperiale bicipite, poi abrasa, sormontato da una corona.
L'aspetto attuale del monumento, pur non dissimile dall'originario sanmicheliano, ha subìto anche altre alterazioni a causa degli interventi avvenuti nel corso dell'Ottocento durante l'occupazione austriaca, soprattutto nella facciata lato campagna. A questo prospetto nel 1852 vennero aggiunti i due grandi fornici laterali, con rottura del ritmo tra il portale centrale e i due laterali minori; fu inoltre aperto un corridoio di collegamento dalla luce minore di destra ai vani interni e, sul fronte verso la città, furono chiuse le due aperture rettangolari poste ai lati del frontone. Tale intervento, che non cancellò ma aggiunse un nuovo apporto al monumento originario, rimanendovi fedele nel disegno e nella tecnica costruttiva, è individuabile per via del «livello decisamente inferiore» del rivestimento in bugnato.

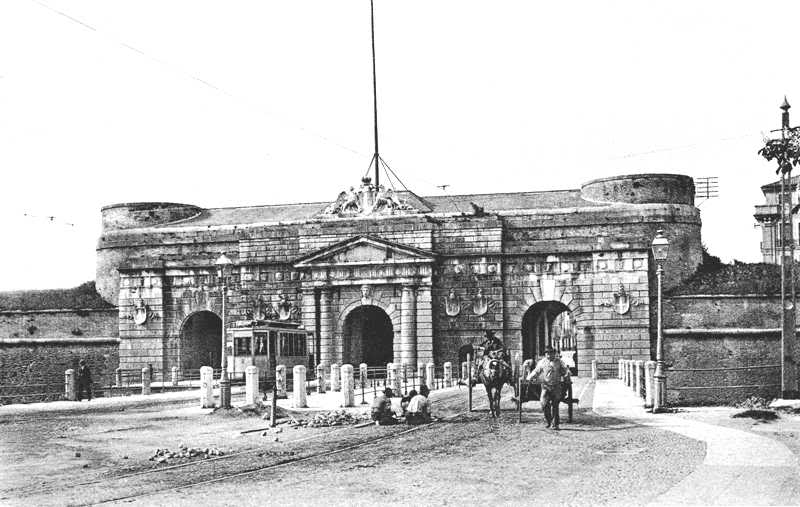
La porta a inizio Novecento: si possono osservare i due fornici laterali, aperti durante le trasformazioni ottocentesche asburgiche, e la linea tranviaria che conduceva dalla stazione ferroviaria al centro della città

Per far fronte alla crescita del traffico civile, nel 1854 fu aperto il fornice di destra (rispetto alla facciata esterna), seguito nel 1900 da quello di sinistra. In questo caso avvennero alcune demolizioni del manufatto cinquecentesco. Nella facciata interna, di fatto, le nuove aperture sostituirono le finestre degli stanzoni laterali, originariamente destinati al corpo di guardia, tanto che lo stanzone di sinistra conserva ancora un grande camino. Nella medesima occasione fu abbattuta la doppia rampa di scale interna che conduceva alla copertura e alle postazioni di artiglieria.
L'area antistante la porta nella seconda metà dell'Ottocento subì invece significative trasformazioni, in particolare a causa dell'ampliamento della stazione di Verona Porta Nuova. In quanto capolinea della rete tranviaria cittadina, in funzione tra il 1884 e il 1951, la stazione richiese il passaggio della linea sotto i fornici della porta per il collegamento con il centro abitato. A partire dal 1866, con l'annessione del Veneto al Regno d'Italia, la funzione difensiva della cinta magistrale venne meno: sotto l'amministrazione italiana furono quindi praticati diversi varchi e brecce lungo le mura per agevolare il traffico in entrata e in uscita dalla città, comprese le due aperture ai lati di porta Nuova.

## Descrizione

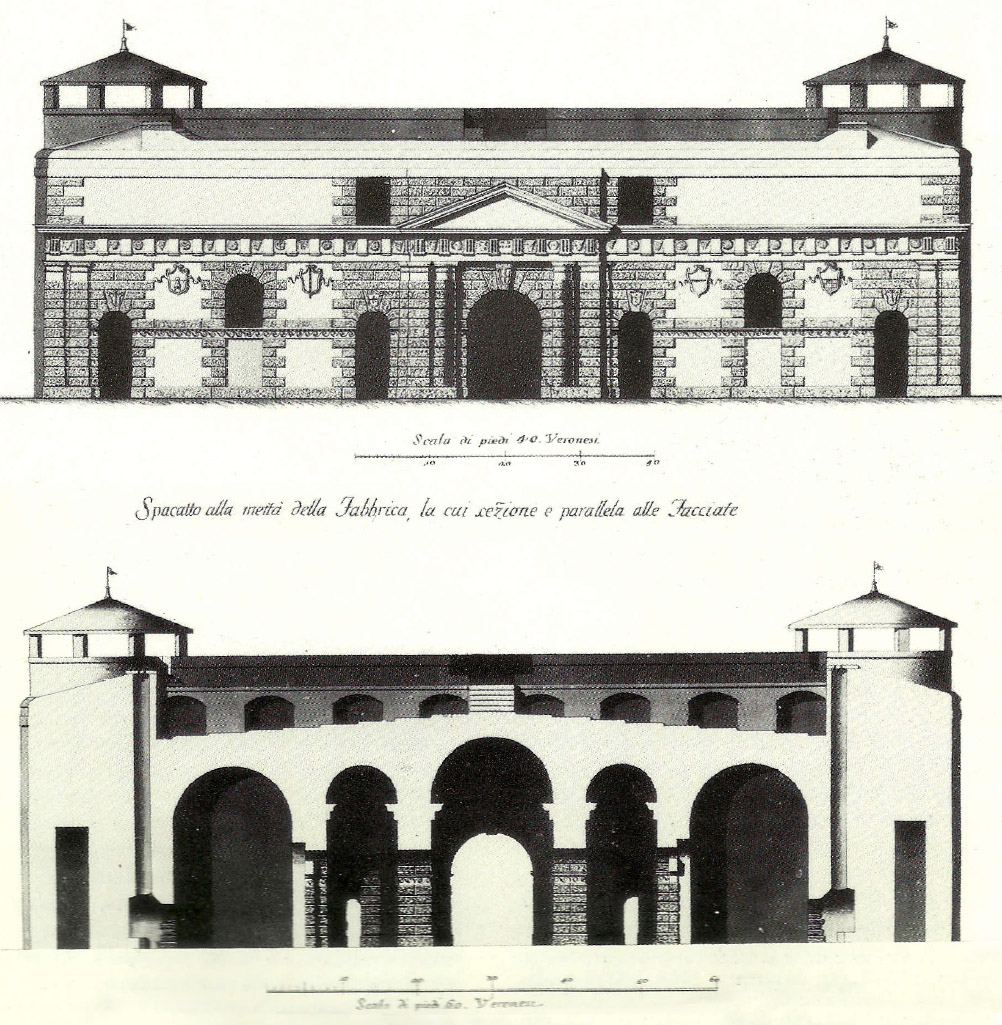
Disegno raffigurante una sezione della porta (in basso) e il prospetto lato città prima delle modifiche ottocentesche (in alto)

Francesco Maria I Della Rovere, Capitano generale, voleva che le porte si trovassero «in luogo aperto e per il dritto fra due belloardi», che non fossero «incantonate e in rivolture» come quelle di Ferrara e che al centro della cortina tra i due bastioni vi fosse un cavaliere atto al posizionamento delle artiglierie.
Il volume che compone la struttura della porta dava l'impressione di essere una parte integrante delle mura, in quanto non aggettava oltre la cortina muraria. Anche la sua altezza era limitata, in modo da renderla meno vulnerabile ai colpi delle artiglierie nemiche. Il blocco presenta due torri circolari ai lati, utilizzate dalle sentinelle e coperte in origine da un tetto in legno con manto di tegole, la cui forma consentiva un'ottima visuale sul territorio circostante. La sommità non coperta veniva utilizzata per il posizionamento delle artiglierie da fortezza: secondo Scipione Maffei, questo sarebbe stato «il primo esempio di far che la porta serva insieme di Cavaliero». Ciò spiega la notevole larghezza della porta, necessaria per manovrare l'artiglieria, e lo spessore di muri, pilastri e della copertura, che dovevano sostenere il suo peso e le vibrazioni delle cannonate.
La pianta, rettangolare, è articolata come un elaborato disegno a tre corsie, definite da quattro grandi pilastri con paraste doriche a separazione. Dalle corsie laterali si poteva accedere ai posti di guardia, completi di camini, e a piccoli vani utilizzabili come celle. Gli interni sono quasi interamente coperti dal bugnato. La porta era accessibile dalla campagna grazie a ponti levatoi lignei calati sul ponte fisso di muratura, che attraversava il profondo fossato magistrale.

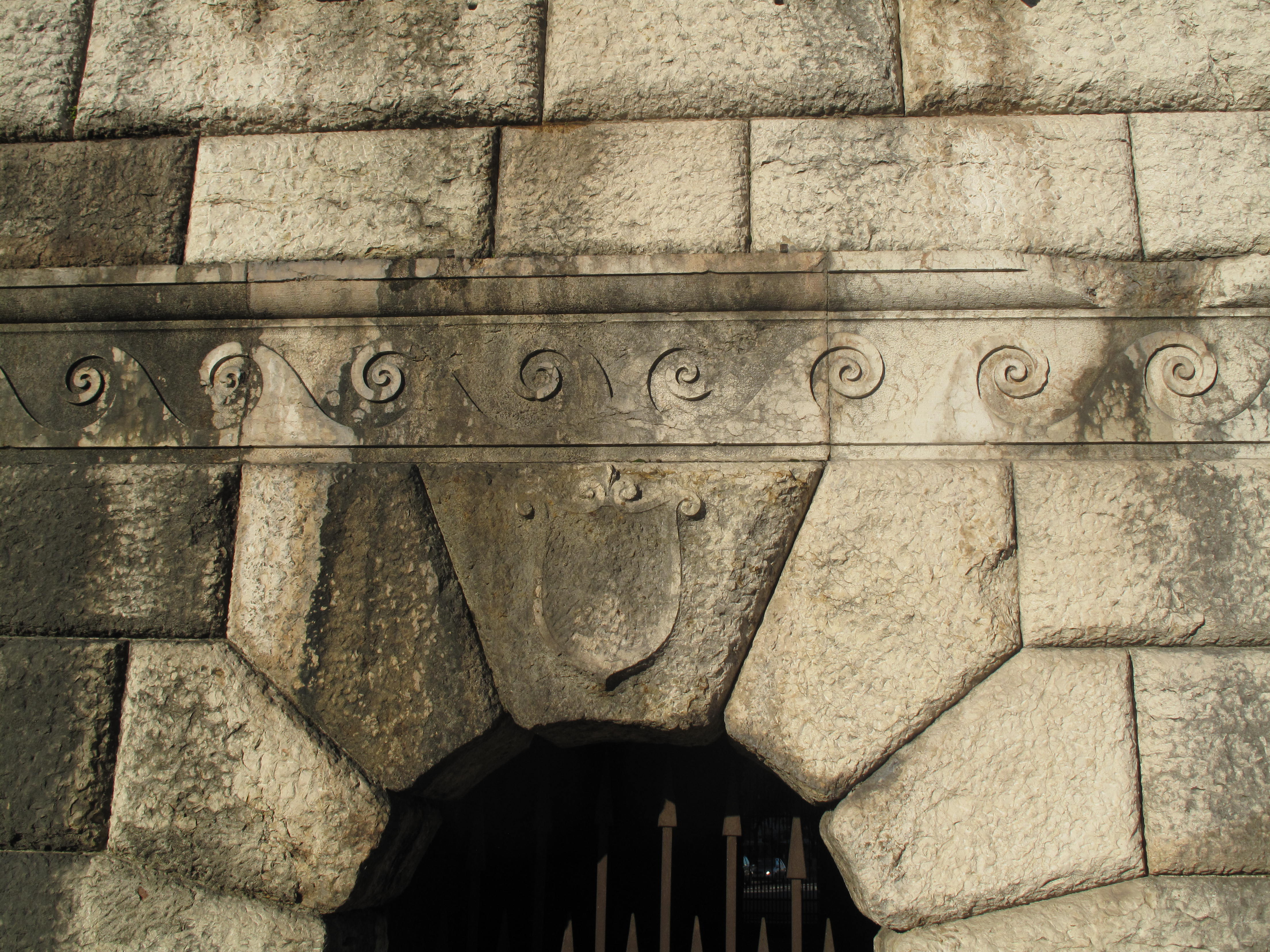
Fregio a cane corrente sulla facciata esterna

L'opera recupera alcuni elementi dell'architettura dell'antica Roma, specialmente delle antichità veronesi: l'Arena, per l'utilizzo dell'ordine dorico e del bugnato; l'arco di Giove Ammone (che si trovava tra corso Porta Borsari e via Quattro Spade), la cui chiave di volta, oggi al museo lapidario maffeiano, è richiamata tramite l'utilizzo, nella chiave di volta dell'arco centrale della facciata principale, del volto della divinità, simbolo che allude a potenza, regalità e forza; la facciata più antica di porta Leoni, richiamata dal fregio a cane corrente. Questi rimandi, funzionali al programma politico della repubblica di Venezia che voleva munire et ornare le città da essa controllate ispirandosi alla grandezza dell'antica Roma, si fondevano saldamente alle due funzioni pratiche dell'edificio: via di comunicazione agevole tra urbanizzato e campagna e parte del sistema difensivo dell'abitato.

### Prospetti

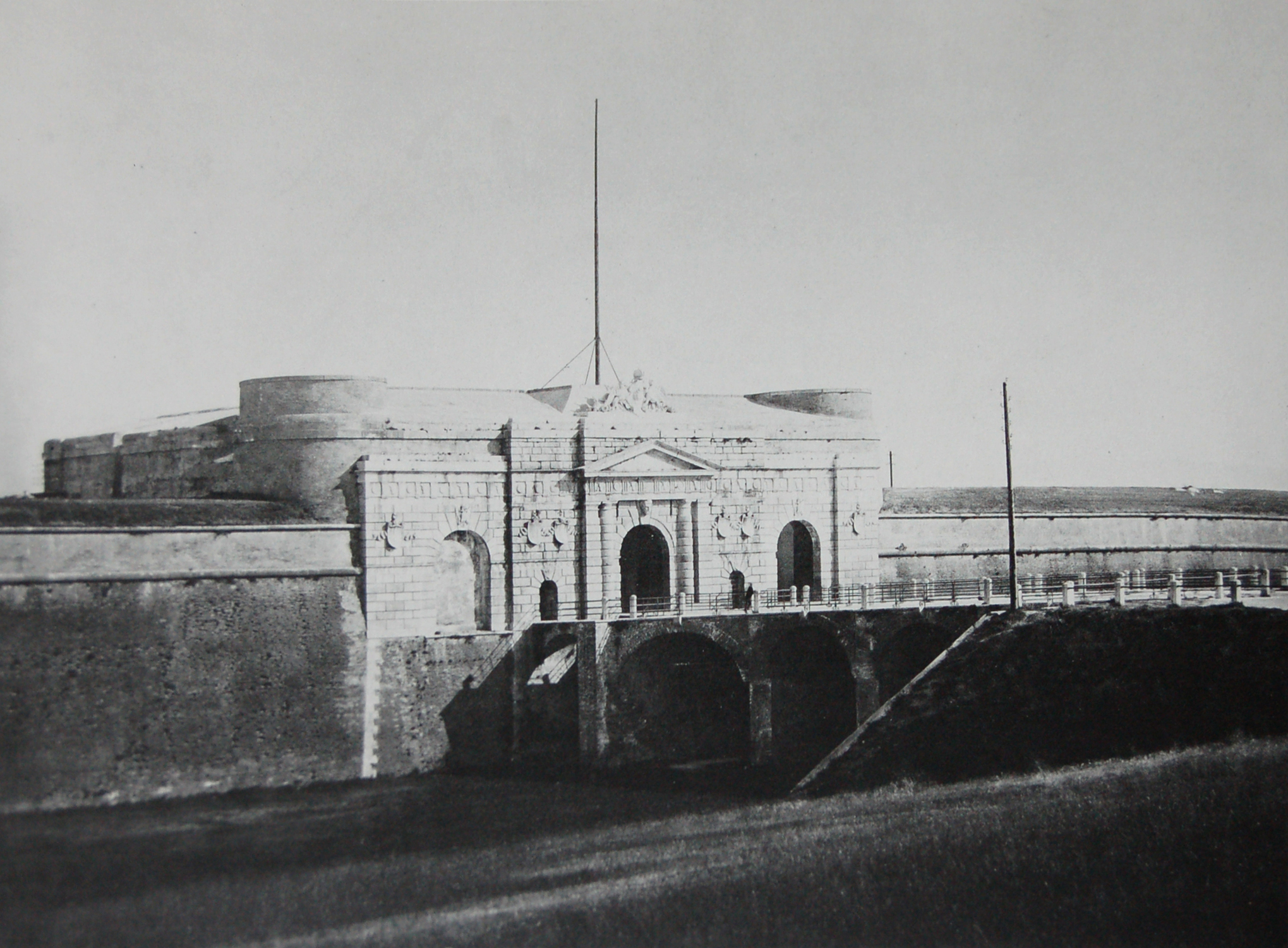
Il lato campagna della porta in una fotografia scattata intorno agli anni sessanta dell'Ottocento da Moritz Lotze

Il prospetto originale verso la campagna riprendeva lo schema compositivo classico dell'arco trionfale ma, grazie alle forme massicce e al bugnato che rivestiva completamente la porta, assumeva una visione più severa. La facciata si suddivide in una parte centrale col portale maggiore, in cui semicolonne e lesene accoppiate sorreggono un timpano, e due parti laterali leggermente arretrate con piccoli portali, ai quali nell'Ottocento sono stati aggiunti altri due grandi archi laterali. Il piano attico sorreggeva il leone di San Marco, sostituito poi dal gruppo scultoreo con due grifoni, tra i quali campeggiava lo stemma con l'aquila bicipite, poi abraso.
Questa facciata presentava un ordine dorico particolarmente massiccio e tozzo, privo di base, e un paramento completamente rivestito a bugnato grezzo, comprese le semicolonne e le lesene. Il fregio, contenente metope e triglifi, appare quasi sbozzato. L'utilizzo contemporaneo dell'ordine dorico e del bugnato non era una novità, essendo già stato sfruttato per diversi edifici dello stesso periodo, ma tale combinazione era presente pure nell'anfiteatro veronese, proprio alla fine del nuovo corso cittadino che si stava delineando. Questo accostamento di ordine dorico e bugnato dava alla facciata un carattere di indistruttibilità e di forza, molto adatto per un'architettura militare.

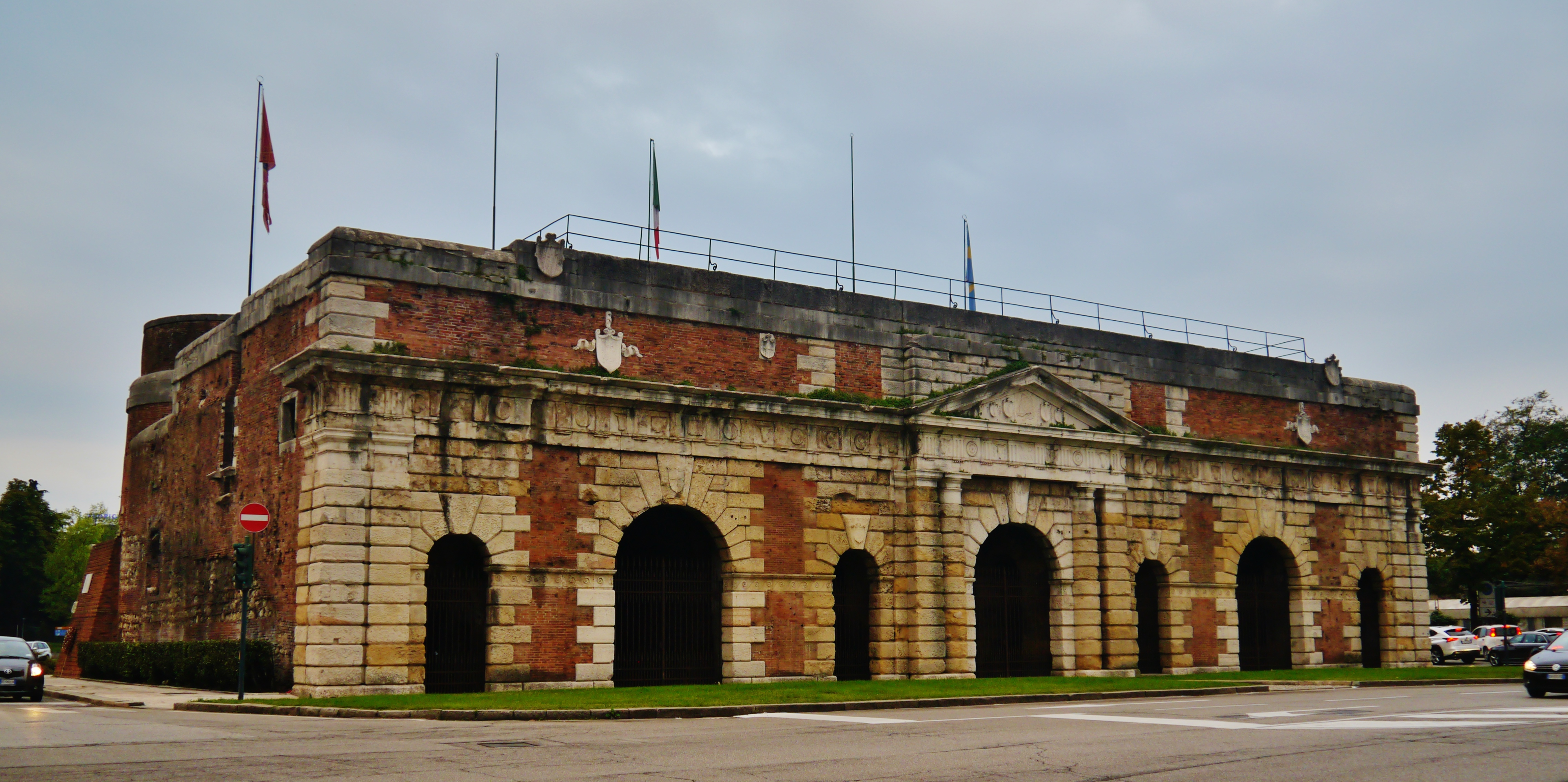
Lato città della porta

La facciata posteriore, lato città, si estende per tutta la lunghezza del blocco: la parte centrale riproduce fedelmente la sua corrispondente sulla facciata anteriore, mentre ai lati vi è una sequenza di tre aperture ad arco: la più vicina all'estremità della porta dava accesso alle scala; l'intermedia è un grande fornice carrabile, originariamente con una finestra a illuminare il piano superiore; l'ultima consentiva l'accesso agli ambienti interni. In questo prospetto si utilizzò materiale lapideo abbinato a laterizio, scelta che conferisce alla facciata un aspetto meno minaccioso rispetto a quello ad agro; inoltre, mentre nella facciata anteriore è stato utilizzato il marmo rosso di Verona, per quella posteriore si è ricorsi al meno nobile tufo.